# Zlatko Pavletić
Zlatko Pavletić (Rijeka, 4. travnja 1920. – Zagreb, 19. ožujka 1981.) bio je hrvatski botaničar i mikrobiolog.

## Životopis
Doktorirao je 1956. godine na Prirodoslovno-matematičkom fakultetu u Zagrebu. Na istom je fakultetu predavao kasnije sistematiku nižih biljaka (Talophyta) i mikrobiologiju.
Napisao je sljedeća djela:
- „Prodromus flore briofita Jugoslavije” (1955.)
- „Flora mahovina Jugoslavije” (1968.)
- Život naših rijeka (suautor Ivo Matoničkin, 1972.)
- Čovjek i njegova okolina (suautori Ivo Matoničkin i Milan Cvitković, 1979.)